# Карађорђевац
Карађорђевац је насељено место града Лесковца у Јабланичком округу. Карађорђевац је садашњи назив добио почетком 20. века, а познат је и под старијим називом Церница. Према попису из 2022. било је 293 становника.

## Демографија
У насељу Карађорђевац живи 338 пунолетних становника, а просечна старост становништва износи 42,7 година (40,4 код мушкараца и 44,9 код жена). У насељу има 133 домаћинства, а просечан број чланова по домаћинству је 3,14.
Ово насеље је великим делом насељено Србима (према попису из 2002. године), а у последња три пописа, примећен је пад у броју становника.
|             | \| Демографија[1] \| Демографија[1] \| Демографија[1] \| \| Година \| Становника \| Становника \| \| -------------- \| -------------- \| -------------- \| \| 1948. \| 797 \| \| \| 1953. \| 770 \| \| \| 1961. \| 701 \| \| \| 1971. \| 619 \| \| \| 1981. \| 527 \| \| \| 1991. \| 475 \| 473 \| \| 2002. \| 417 \| 436 \| \| 2011. \| 374 \| \| \| 2022. \| 293 \| \| |            |
| Демографија | |            |
| Година      | Становника | Становника |
| 1948.       | 797 |            |
| 1953.       | 770 |            |
| 1961.       | 701 |            |
| 1971.       | 619 |            |
| 1981.       | 527 |            |
| 1991.       | 475 | 473        |
| 2002.       | 417 | 436        |
| 2011.       | 374 |            |
| 2022.       | 293 |            |

| Етнички састав према попису из 2002.‍ | Етнички састав према попису из 2002.‍ | Етнички састав према попису из 2002.‍ | Етнички састав према попису из 2002.‍ | Етнички састав према попису из 2002.‍ |
| ------------------------------------ | ------------------------------------ | ------------------------------------ | ------------------------------------ | ------------------------------------ |
|                                      |                                      |                                      |                                      |                                      |
| Срби                                 | Срби                                 |                                      | 415                                  | 99,52%                               |
| непознато                            | непознато                            |                                      | 0                                    | 0,0%                                 |

| Година пописа     | 1948. | 1953. | 1961. | 1971. | 1981. | 1991. | 2002. |
| ----------------- | ----- | ----- | ----- | ----- | ----- | ----- | ----- |
| Број домаћинстава | 131   | 132   | 149   | 152   | 141   | 137   | 133   |

| Број чланова      | 1  | 2  | 3  | 4  | 5  | 6  | 7 | 8 | 9 | 10 и више | Просек |
| ----------------- | -- | -- | -- | -- | -- | -- | - | - | - | --------- | ------ |
| Број домаћинстава | 29 | 37 | 21 | 12 | 15 | 11 | 6 | 0 | 1 | 1         | 3,14   |

| Пол    | Укупно | Неожењен/Неудата | Ожењен/Удата | Удовац/Удовица | Разведен/Разведена | Непознато |
| ------ | ------ | ---------------- | ------------ | -------------- | ------------------ | --------- |
| Мушки  | 168    | 39               | 111          | 15             | 3                  | 0         |
| Женски | 176    | 15               | 110          | 44             | 7                  | 0         |
| УКУПНО | 344    | 54               | 221          | 59             | 10                 | 0         |

| Пол    | Укупно                    | Пољопривреда, лов и шумарство | Рибарство                            | Вађење руде и камена | Прерађивачка индустрија       |
| ------ | ------------------------- | ----------------------------- | ------------------------------------ | -------------------- | ----------------------------- |
| Мушки  | 121                       | 72                            | 0                                    | 0                    | 24                            |
| Женски | 93                        | 81                            | 0                                    | 0                    | 5                             |
| УКУПНО | 214                       | 153                           | 0                                    | 0                    | 29                            |
| Пол    | Производња и снабдевање   | Грађевинарство                | Трговина                             | Хотели и ресторани   | Саобраћај, складиштење и везе |
| Мушки  | 1                         | 5                             | 6                                    | 0                    | 3                             |
| Женски | 0                         | 0                             | 1                                    | 0                    | 0                             |
| УКУПНО | 1                         | 5                             | 7                                    | 0                    | 3                             |
| Пол    | Финансијско посредовање   | Некретнине                    | Државна управа и одбрана             | Образовање           | Здравствени и социјални рад   |
| Мушки  | 0                         | 0                             | 1                                    | 0                    | 2                             |
| Женски | 0                         | 1                             | 0                                    | 0                    | 1                             |
| УКУПНО | 0                         | 1                             | 1                                    | 0                    | 3                             |
| Пол    | Остале услужне активности | Приватна домаћинства          | Екстериторијалне организације и тела | Непознато            | Непознато                     |
| Мушки  | 2                         | 0                             | 0                                    | 5                    | 5                             |
| Женски | 2                         | 0                             | 0                                    | 2                    | 2                             |
| УКУПНО | 4                         | 0                             | 0                                    | 7                    | 7                             |